# Vodacom Cup 2003
La Vodacom Cup de 2003 fue la sexta edición del torneo para selecciones provinciales de Sudáfrica.
El torneo se disputó en el primer semestre en paralelo al Súper Rugby, mientras que la Currie Cup se disputó en el segundo semestre.
El campeón fue el equipo de Golden Lions quienes obtuvieron su tercer campeonato.
En la segunda división (Vodacom Shield). Border Bulldogs obtuvo su segundo campeonato.

## Clasificación

### Vodacom Cup
| Pos. | Equipo              | Encuentros | Encuentros | Encuentros | Encuentros | Tantos | Tantos | Tantos | PB | PB | Puntos |
| Pos. | Equipo              | PJ         | PG         | PE         | PP         | F      | C      | Dif    | BO | BD | Puntos |
| ---- | ------------------- | ---------- | ---------- | ---------- | ---------- | ------ | ------ | ------ | -- | -- | ------ |
| 1.º  | Blue Bulls          | 6          | 5          | 0          | 1          | 236    | 133    | +103   | 5  | 1  | 26     |
| 2.º  | Free State Cheetahs | 6          | 5          | 0          | 1          | 256    | 147    | +109   | 4  | 0  | 24     |
| 3.º  | Golden Lions        | 6          | 4          | 0          | 2          | 246    | 151    | +95    | 3  | 1  | 20     |
| 4.º  | Leopards            | 6          | 3          | 0          | 3          | 167    | 214    | -47    | 1  | 1  | 14     |
| 5.º  | Natal               | 6          | 2          | 0          | 4          | 149    | 217    | -68    | 2  | 2  | 12     |
| 6.º  | Falcons             | 6          | 2          | 0          | 4          | 159    | 240    | -81    | 2  | 1  | 11     |
| 7.º  | Boland Cavaliers    | 6          | 0          | 0          | 6          | 123    | 234    | -111   | 3  | 1  | 4      |

|  | Semifinalista. |

### Semifinales
| 7 de mayo | Free State Cheetahs | 16 - 20 | Golden Lions | Vodacom Park, Bloemfontein |  |

| 10 de mayo | Blue Bulls | 47 - 19 | Leopards | Securicor Loftus, Pretoria |  |

### Final
| 15 de mayo | Blue Bulls | 17 - 26 | Golden Lions | Securicor Loftus, Pretoria |  |

| Bandera de Sudáfrica |
| Campeón Golden Lions |
| Tercer título        |

### Vodacom Shield
| Pos. | Equipo           | Encuentros | Encuentros | Encuentros | Encuentros | Tantos | Tantos | Tantos | PB | PB | Puntos |
| Pos. | Equipo           | PJ         | PG         | PE         | PP         | F      | C      | Dif    | BO | BD | Puntos |
| ---- | ---------------- | ---------- | ---------- | ---------- | ---------- | ------ | ------ | ------ | -- | -- | ------ |
| 1.º  | Border Bulldogs  | 6          | 6          | 0          | 0          | 225    | 117    | +108   | 4  | 0  | 28     |
| 2.º  | Griquas          | 6          | 4          | 0          | 2          | 194    | 148    | +46    | 5  | 2  | 23     |
| 3.º  | Western Province | 6          | 4          | 0          | 2          | 185    | 181    | +4     | 3  | 1  | 20     |
| 4.º  | Mighty Elephants | 6          | 3          | 0          | 3          | 165    | 159    | +6     | 4  | 1  | 17     |
| 5.º  | Pumas            | 6          | 2          | 0          | 4          | 170    | 190    | -20    | 4  | 2  | 14     |
| 6.º  | SWD Eagles       | 6          | 2          | 0          | 4          | 147    | 185    | -38    | 1  | 0  | 9      |
| 7.º  | Griffons         | 6          | 0          | 0          | 6          | 142    | 248    | -106   | 1  | 1  | 2      |

|  | Semifinalista. |

### Semifinales
| 7 de mayo | Border Bulldogs | 28 - 21 | Mighty Elephants | Absa Stadium, East London |  |

| 8 de mayo | Griquas | 31 - 10 | Western Province | Griqua Park, Kimberley |  |

### Final
| 15 de mayo | Border Bulldogs | 32 - 0 | Griquas | Absa Stadium, East London |  |

| Bandera de Sudáfrica    |
| Campeón Border Bulldogs |
| Primer título           |